# Жить и умереть в Лос-Анджелесе
«Жить и умереть в Лос-Анджелесе» (англ. To Live and Die in L.A.) —  американский неонуарный кинофильм 1985 года, снятый Уильямом Фридкиным по одноимённому роману бывшего агента секретной службы США Джеральда Петиевича.

## Сюжет
В начале фильма агенты Секретной службы США Джим Харт и Ричард Ченс предотвращают покушение террориста-исламиста на президента. Вскоре Харт, которому осталось три дня до пенсии, отправляется исследовать склад, предположительно являющийся местом работы фальшивомонетчика Рика Мастерса, где его убивают Рик и его помощник. Ричард Ченс, любитель острых ощущений и не отличающийся моральными принципами человек, говорит своему новому напарнику Джону Вуковичу, что поймает Мастерса любой ценой. 
Ченс и Вукович задерживают в аэропорту подручного Мастерса Карла Коди, перевозившего крупную сумму фальшивых денег. Ченс узнаëт от своего информатора и сексуального партнëра Рут, имеющей проблемы с законом и вынужденной из-за этого работать на Ченса, о партнëре Мастерса Ваксмане и устанавливает за ним наблюдение. Однако Мастерсу удаëтся незаметно зайти к Ваксману и убить его за то, что он присвоил его фальшивые деньги, попытавшись свалить вину на Коди. Мастерс, узнавший от своего адвоката Боба Граймса о невозможности быстро вызволить Коди, заказывает его убийство у знакомого бандита Джеффа. В тюрьме на Коди нападают заключëнные с ножами, но ему удаëтся выжить. Ченс предлагает Коди сотрудничество, указывая на попытку Мастерса избавиться от него, но Коди отказывается выдавать его. Мастерс заявляется домой к Джеффу и требует вернуть полученный им аванс. Происходит драка, в которой Мастерс и помощник убивают Джеффа и его друзей. Ченсу удаëтся добиться выпуска Коди под залог, чтобы он указал место, где Мастерс печатает деньги, и дал показания. Коди сбегает, выдумав историю про больную дочку в больнице. Вукович через адвоката Граймса устраивает встречу с Мастерсом, где Вукович и Ченс, представившиеся серыми бизнесменами, хотят заказать у Мастерса партию фальшивых денег. Мастерс требует аванс в 30000 долларов. Начальство отказывается выделить такую сумму. Ченс предлагает Вуковичу ограбить китайца, который везëт 50000 долларов для покупки краденых бриллиантов, о котором он узнал от Рут. Хотя Вукович не хочет нарушать закон, он всё же соглашается на это дело. Они похищают китайца с железнодорожной станции и изымают деньги. Однако прикрывавшие китайца люди находят агентов, открывают огонь и случайно убивают китайца. Ченсу и Вуковичу удаëтся уйти от погони на автомобиле. На следующий день они узнают, что китаец был агентом ФБР на специальной операции, но Ченс уверен в своей безнаказанности и передаëт Мастерсу аванс. Шокированный всем этим Вукович посещает Граймса, который советует ему чистосердечно признаться и рассказать обо всех делах Ченса и отделаться небольшим сроком, но Вукович не решается выдать своего напарника. Ченс ловит Коди и узнаёт адрес предприятия Мастерса. Ченс и Вукович пытаются на встрече арестовать Мастерса, но его помощник достаëт дробовик и они с Ченсом одновременно убивают друг друга. Воспользовавшись потрясением Вуковича, Мастерс сбегает. Вукович едет на предприятие Мастерса и обнаруживает, что тот его поджëг. Мастерс оглушает Вуковича и хочет его поджечь, но тот приходит в себя и стреляет в него, и Мастерс загорается сам. Вукович расстреливает горящего Мастерса. 
В конце фильма Вукович приезжает к собирающейся покинуть город и завязать с тëмными делами Рут и обвиняет её в подставе Ченса с китайцем-агентом ФБР. Вукович говорит, что теперь Рут будет работать уже на него.

## В ролях
- Уильям Петерсен — Ричард Ченс[5]
- Уиллем Дефо — Эрик «Рик» Мастерс
- Джон Панкоу — Джон Вукович
- Джон Туртурро — Карл Коди
- Дебра Фойер — Бьянка Торрес
- Дарлэнн Флюгел — Рут Лалье
- Дин Стоквелл — Боб Граймс
- Стив Джеймс — Джефф Райс
- Роберт Дауни-старший — Томас Бейтмен
- Кристофер Олпорт — Макс Ваксман
- Гэри Коул — Макс